# Eucereon pseudarchias
Eucereon pseudarchias là một loài bướm đêm thuộc phân họ Arctiinae, họ Erebidae.